# Cercospora lactucae-sativae
Cercospora lactucae-sativae är en svampart som beskrevs av Sawada 1943. Cercospora lactucae-sativae ingår i släktet Cercospora och familjen Mycosphaerellaceae.   Inga underarter finns listade i Catalogue of Life.